# HMS Bligh (K467)
HMS Bligh (K467) là một tàu frigate lớp Captain của Hải quân Hoàng gia Anh hoạt động trong Chiến tranh Thế giới thứ hai. Nó nguyên được Hoa Kỳ chế tạo như chiếc USS Liddle (DE-76), một tàu hộ tống khu trục lớp Buckley, và chuyển giao cho Anh Quốc theo Chương trình Cho thuê-Cho mượn (Lend-Lease). Tên nó được đặt theo Phó đô đốc William Bligh (1754-1817), hạm trưởng chiếc HMS Director (1784) và đã từng tham gia cuộc Chiến tranh Độc lập Hoa Kỳ. Nó đã phục vụ cho đến khi chiến tranh kết thúc tại Châu Âu, hoàn trả cho Hoa Kỳ năm 1945, và cuối cùng bị bán để tháo dỡ vào năm 1946.

## Thiết kế và chế tạo
Buckley là một trong số sáu lớp tàu hộ tống khu trục được Hải quân Hoa Kỳ chế tạo nhằm đáp ứng nhu cầu hộ tống vận tải trong Thế Chiến II, sau khi Hoa Kỳ chính thức tham chiến vào cuối năm 1941. Chúng hầu như tương tự nhau, chỉ với những khác biệt về hệ thống động lực và vũ khí trang bị. Động cơ của phân lớp Backley bao gồm hai turbine hơi nước General Electric để dẫn động hai máy phát điện vận hành hai trục chân vịt, và dàn vũ khí chính bao gồm 3 khẩu pháo pháo 3 in (76 mm)/50 cal.
Những chiếc phân lớp Buckley (TE) có chiều dài ở mực nước 300 ft (91 m) và chiều dài chung 306 ft (93 m); mạn tàu rộng 37 ft 1 in (11,30 m) và độ sâu mớn nước khi đầy tải là 11 ft 3 in (3,43 m). Chúng có trọng lượng choán nước tiêu chuẩn 1.430 tấn Anh (1.450 t); và lên đến 1.823 tấn Anh (1.852 t) khi đầy tải. Hệ thống động lực bao gồm hai nồi hơi và hai turbine hơi nước General Electric công suất 13.500 mã lực (10.100 kW), dẫn động hai máy phát điện công suất 9.200 kilôwatt (12.300 hp) để vận hành hai trục chân vịt;  công suất 12.000 hp (8.900 kW) cho phép đạt được tốc độ tối đa 23 kn (26 mph; 43 km/h). Con tàu mang theo 359 tấn Anh (365 t) dầu đốt, cho phép di chuyển đến 6.000 nmi (6.900 mi; 11.000 km) ở vận tốc đường trường 12 kn (14 mph; 22 km/h).
Vũ khí trang bị bao gồm pháo 3 in (76 mm)/50 cal trên ba tháp pháo nòng đơn đa dụng (có thể đối hạm hoặc phòng không), gồm hai khẩu phía mũi và một khẩu phía đuôi. Vũ khí phòng không tầm gần bao gồm hai pháo Bofors 40 mm và tám pháo phòng không Oerlikon 20 mm. Con tàu có ba ống phóng ngư lôi Mark 15 21 inch (533 mm). Vũ khí chống ngầm bao gồm một dàn súng cối chống tàu ngầm Hedgehog Mk. 10 (có 24 nòng và mang theo 144 quả đạn); hai đường ray Mk. 9 và bốn máy phóng K3 Mk. 6 để thả mìn sâu. Thủy thủ đoàn đầy đủ bao gồm 200 sĩ quan và thủy thủ.
Con tàu được đặt lườn như là chiếc DE-76 tại xưởng tàu của hãng Bethlehem-Hingham Steel Shipyard ở Hingham, Massachusetts vào ngày 10 tháng 5, 1943, được đặt tên Liddle vào ngày 27 tháng 5 và được hạ thủy vào ngày 31 tháng 7, 1943. Nó được chuyển giao cho Anh Quốc, và nhập biên chế cùng Hải quân Anh như là chiếc HMS Bligh (K467) vào ngày 23 tháng 10, 1943 dưới quyền chỉ huy của Hạm trưởng, Thiếu tá Hải quân Robert Edwin Blyth.

## Lịch sử hoạt động
Bligh đã hoạt động thuần túy cùng Đội hộ tống 5 trong suốt cuộc chiến tranh khi tham gia hộ tống các Đoàn tàu vận tải Bắc Cực cũng như hoạt động tại Normandy và eo biển Manche.
Tại vùng biển Bắc Đại Tây Dương vào ngày 6 tháng 5, 1944, Bligh phối hợp cùng các tàu frigate Aylmer (K463) và Bickerton (K466) và hai máy bay Fairey Swordfish thuộc Liên đội Không lực Hải quân 825 xuất phát từ tàu sân bay hộ tống Vindex (D15), trong việc truy tìm tàu ngầm Đức U-765. Lực lượng đã đánh chìm chiếc U-boat bằng mìn sâu tại tọa độ 52°30′B 28°28′T / 52,5°B 28,467°T. 37 thành viên thủy thủ đoàn của U-765 đã tử trận, 11 người sống sót được Bickerton cứu vớt.
Vào ngày 7 tháng 11, đang khi neo đậu trong cảng Liverpool, một tai nạn khai hỏa vũ khí phòng không của Bligh đã gây thương trong cho chiếc tàu chở quân RMS Capetown Castle.
Đến ngày 27 tháng 1, 1945, Blighlại cùng các tàu frigate Tyler (K576) và Keats (K482) phối hợp tấn công bằng mìn sâu, và đã đánh chìm tàu ngầm U-boat U-1172 trong eo biển St. George's tại tọa độ 52°24′B 05°42′T / 52,4°B 5,7°T. Toàn bộ 52 thành viên thủy thủ đoàn của U-1172 đều tử trận.
Sau khi chiến tranh chấm dứt tại châu Âu, Bligh quay trở về Hoa Kỳ, đi đến Xưởng hải quân Philadelphia vào ngày 30 tháng 10, 1945; nó được chính thức hoàn trả cho Hoa Kỳ nhằm giảm bớt chi phí mà Anh phải trả cho Hoa Kỳ trong Chương trình Cho thuê-Cho mượn (Lend-Lease). Nó nhập biên chế cùng Hải quân Hoa Kỳ như là chiếc USS Bligh (DE-76) vào ngày 12 tháng 11, 1945 dưới quyền chỉ huy của Hạm trưởng, Đại úy Hải quân Joseph N. Weaver. Tuy nhiên, do dư thừa so với nhu cầu về tàu chiến sau khi chiến tranh đã chấm dứt, nó được rút tên khỏi danh sách Đăng bạ Hải quân Hoa Kỳ vào ngày 17 tháng 4, 1946, rồi sau đó được bán cho hãng Northern Metals Corp. tại Philadelphia để tháo dỡ.